# ブライム・ディアス
- ブラヒム・ディアス[1]

ブライム・アブデルカデル・ディアス（アラビア語: إبراهيم عبد القادر دياز, Brahim Abdelkader Díaz, 1999年8月3日 - ）は、スペイン・アンダルシア州マラガ出身のサッカー選手。ラ・リーガ・レアル・マドリード所属。元スペイン代表、現モロッコ代表。ポジションはMFまたはFW。

## クラブ来歴

### マラガ
1999年にモロッコ人の父とスペイン人の母との間にマラガで生まれる。6歳からサッカーを始めると2006年に地元最大のクラブであるマラガCFのカンテラに入団、その後、U-12の全国大会の最優秀選手に選出され、”マラガのメッシ”として国内の複数のクラブから注目を集める。2010年、FCバルセロナはディアスと家族をバルセロナに招待するなど、代理人（ジョゼップ・グアルディオラの実兄、ペレ・グアルディオラ）を通じて獲得に動いたが、マラガの要求する高額な移籍金の前に交渉は破談に終わった。

### マンチェスター・シティ
転機となったのは2013年、元マラガ監督のマヌエル・ペレグリーニがマンチェスター・シティFCの監督に就任。マラガ監督時代からディアスを高く評価していたペレグリーニはクラブに獲得を推薦、同年12月に5年半契約・移籍金35万ユーロでマンチェスター・シティのユースチームに移籍。2016-17シーズンに16歳でトップチームに昇格。2016年9月のEFLカップでのスウォンジー・シティAFC戦でプロデビュー。2017年11月20日のUEFAチャンピオンズリーググループリーグのフェイエノールト戦では、試合終了間際にラヒーム・スターリングとの交代出場でCLデビュー。2018年1月20日のプレミアリーグのニューカッスル・ユナイテッドFC戦で、レロイ・サネとの交代出場でトップリーグデビューを果たした。カラバオ杯のフルハム戦でプロ初得点と2点目となるゴールを挙げた。しかしその後はトップチームの分厚い選手層に阻まれて出場機会を得られず、2018-19シーズンも前半戦はカップ戦のみわずか4試合の出場に留まり、クラブは2019年で満了となる現行契約の延長オファーを提示していたが、ディアス本人は移籍を志願した。

### レアル・マドリード
2019年1月6日、母国スペインのレアル・マドリード移籍が発表された。契約期間は6年半で移籍金は推定1700万ユーロ+ボーナス800万ユーロ。1月9日、コパ・デル・レイベスト16のCDレガネス戦に途中出場、公式戦デビューを飾った。

#### ACミランへのレンタル移籍
2020年9月4日、ACミランに1年間のレンタル移籍が発表された。背番号は21番。第2節クロトーネ戦で初得点を決めて勝利した。2021年7月19日には更に2年間のレンタル契約延長が発表され、背番号も10番に変更。開幕戦のサンプドリア戦で決勝点を決めた。

#### レアル・マドリード復帰
2023年6月10日、レンタル契約の満了によってレアル・マドリードに復帰することが発表された。9月27日、ラス・パルマス戦で復帰後初先発を飾るとレアル・マドリード復帰後初ゴールを挙げた。その後もヴィニシウス・ジュニオールやロドリゴ、ジュード・ベリンガムらの存在に阻まれ出場機会は限定的であったが、ヴィニシウスらの負傷により出場機会が増えると得点やアシストだけでなく攻守にわたり存在感を示した。

## 代表経歴
2016年から、各ユース世代のスペイン代表に随時招集されている。
2021年6月8日、UEFA EURO 2020を控えていたスペイン代表でコロナウイルスが確認されたため、急遽U-21スペイン代表が出場したリトアニア代表との親善試合にてA代表デビュー。
2024年3月13日、強化試合に向けたモロッコ代表のメンバーに選出された。
スペイン代表としてプレーすることを望んでいたが、2021年に招集されたのみで招集外が続き、2022年末にユース代表時代に指導を受けたルイス・デ・ラ・フエンテが代表監督に就任しても状況は変わらなかったため、モロッコ代表でのプレーを決意したとされる。3月22日のアンゴラ戦でモロッコ代表デビューを果たした。

## 個人成績

### クラブ
2025年6月9日現在
| クラブ                 | シーズン | リーグ         | リーグ | リーグ | カップ | カップ | リーグカップ | リーグカップ | 国際大会 | 国際大会 | その他 | その他 | 通算 | 通算 |
| クラブ                 | シーズン | ディビジョン   | 出場   | 得点   | 出場   | 得点   | 出場         | 得点         | 出場     | 得点     | 出場   | 得点   | 出場 | 得点 |
| ---------------------- | -------- | -------------- | ------ | ------ | ------ | ------ | ------------ | ------------ | -------- | -------- | ------ | ------ | ---- | ---- |
| マンチェスター・シティ | 2016-17  | プレミアリーグ | 0      | 0      | 0      | 0      | 1            | 0            | 0        | 0        | —      | —      | 1    | 0    |
| マンチェスター・シティ | 2017-18  | プレミアリーグ | 5      | 0      | 1      | 0      | 1            | 0            | 3        | 0        | —      | —      | 10   | 0    |
| マンチェスター・シティ | 2018-19  | プレミアリーグ | 0      | 0      | 0      | 0      | 3            | 2            | 0        | 0        | 1      | 0      | 4    | 2    |
| マンチェスター・シティ | 通算     | 通算           | 5      | 0      | 1      | 0      | 5            | 2            | 3        | 0        | 1      | 0      | 15   | 2    |
| レアル・マドリード     | 2018-19  | プリメーラ     | 9      | 1      | 2      | 0      | —            | —            | 0        | 0        | —      | —      | 11   | 1    |
| レアル・マドリード     | 2019-20  | プリメーラ     | 6      | 0      | 3      | 1      | —            | —            | 1        | 0        | 0      | 0      | 10   | 1    |
| ミラン (loan)          | 2020-21  | セリエA        | 27     | 4      | 2      | 0      | —            | —            | 10       | 3        | —      | —      | 39   | 7    |
| ミラン (loan)          | 2021-22  | セリエA        | 31     | 3      | 4      | 0      | —            | —            | 5        | 1        | —      | —      | 40   | 4    |
| ミラン (loan)          | 2022-23  | セリエA        | 33     | 6      | 1      | 0      | 1            | 0            | 10       | 1        | —      | —      | 45   | 7    |
| ミラン (loan)          | 通算     | 通算           | 91     | 13     | 7      | 0      | 1            | 0            | 25       | 5        | —      | —      | 124  | 18   |
| レアル・マドリード     | 2023-24  | プリメーラ     | 31     | 8      | 2      | 1      | 2            | 1            | 9        | 2        | —      | —      | 44   | 12   |
| レアル・マドリード     | 2024-25  | プリメーラ     | 31     | 4      | 6      | 0      | 2            | 0            | 15       | 2        | 2      | 0      | 56   | 6    |
| レアル・マドリード     | 通算     | 通算           | 77     | 13     | 13     | 2      | 4            | 1            | 25       | 4        | 2      | 0      | 121  | 20   |
| 総通算                 | 総通算   | 総通算         | 173    | 26     | 21     | 3      | 10           | 3            | 57       | 9        | 3      | 0      | 264  | 40   |

### 代表数
2025年6月29日現在
国際Aマッチ 1試合 1得点（2021年）
| スペイン代表 | 国際Aマッチ | 国際Aマッチ |
| 年           | 出場        | 得点        |
| ------------ | ----------- | ----------- |
| 2021         | 1           | 1           |
| 通算         | 1           | 1           |

国際Aマッチ 10試合 8得点（2024年 - ）
| モロッコ代表 | 国際Aマッチ | 国際Aマッチ |
| 年           | 出場        | 得点        |
| ------------ | ----------- | ----------- |
| 2024         | 8           | 7           |
| 2025         | 2           | 1           |
| 通算         | 10          | 8           |

## タイトル
マンチェスター・シティ
- プレミアリーグ: 2017-18
- EFLカップ: 2017-18, 2018-19
- FAコミュニティ・シールド: 2018

レアル・マドリード
- ラ・リーガ: 2019-20, 2023-24
- スーペルコパ・デ・エスパーニャ: 2019-20, 2023-24
- UEFAチャンピオンズリーグ: 2023-24
- UEFAスーパーカップ: 2024

ACミラン
- セリエA: 2021-22